# I Walked with You a Ways
I Walked with You a Ways — первый студийный альбом американского проекта Plains, состоящего из исполнительниц инди-рока Кэти Кратчфилд (Waxahatchee) и Джесс Уильямсон, изданный 14 октября 2022 года на лейбле ANTI- Records.
Альбом получил положительные отзывы музыкальной критики и интернет-изданий.

## Отзывы
| Совокупная оценка   | Совокупная оценка |
| Источник            | Оценка            |
| ------------------- | ----------------- |
| AnyDecentMusic?     | 7.7               |
| Metacritic          | 81/100            |
| Оценки критиков     |                   |
| Источник            | Оценка            |
| American Songwriter | [ 3 ]             |
| The Guardian        | [ 4 ]             |
| Paste               | 7.9/10            |
| Pitchfork           | 8.0/10            |
| PopMatters          | 8/10              |

Альбом получил положительные отзывы музыкальной критики и интернет-изданий. На сайте Metacritic, который присваивает нормализованный рейтинг из 100 баллов рецензиям основных критиков, альбом получил средний балл 81 на основе 13 профессиональных рецензий, что означает «общее одобрение и благоприятные отзывы».
Редакторы AnyDecentMusic? оценили этот релиз в 7,7 балла из 10, основываясь на 13 рецензиях.

## Список композиций
1. «Summer Sun» — 2:32
2. «Problem with It» — 3:32
3. «Line of Sight» — 3:37
4. «Abilene» — 3:03
5. «Hurricane» — 3:34
6. «Bellafatima» — 3:45
7. «Last 2 on Earth» — 2:53
8. «Easy» — 2:35
9. «No Record of Wrongs» — 3:07
10. «I Walked with You a Ways» — 2:55